# Ямникское сельское поселение
Ямникское сельское поселение — муниципальное образование в Демянском муниципальном районе Новгородской области России.
Административный центр — деревня Ямник.

## География
Территория сельского поселения расположена на юге центральной части Новгородской области, к северу от Демянска и к юго-востоку от Лычкова. На территории муниципального образования протекают реки Полометь, Лужонка, Смородинка, Трестянка, Уполозенка и др.

## История
Ямникское сельское поселение было образовано в соответствии с законом Новгородской области от 11 ноября 2005 года № 559-ОЗ.
C 12 апреля 2010 года в состав поселения вошло Черноручейское сельское поселение.

## Население
| 2010 | 2012  | 2013  | 2014  | 2015  | 2016  | 2017  |
| ---- | ----- | ----- | ----- | ----- | ----- | ----- |
| 1191 | ↘1152 | ↘1124 | ↘1113 | ↘1096 | ↘1072 | ↘1043 |
| 2021 |       |       |       |       |       |       |
| ↘879 |       |       |       |       |       |       |

## Состав сельского поселения
| №  | Населённый пункт | Тип населённого пункта          | Население |
| -- | ---------------- | ------------------------------- | --------- |
| 1  | Алешонка         | деревня                         | 37        |
| 2  | Белый Бор        | деревня                         | 19        |
| 3  | Беляевщина       | деревня                         | 56        |
| 4  | Вольное Берёзно  | деревня                         | 0         |
| 5  | Выселки-Борки    | деревня                         | 2         |
| 6  | Горшковицы       | деревня                         | 66        |
| 7  | Данилово         | деревня                         | 7         |
| 8  | Екимовщина       | деревня                         | 0         |
| 9  | Иловка           | деревня                         | 15        |
| 10 | Ильина Нива      | деревня                         | 14        |
| 11 | Калиты           | деревня                         | 1         |
| 12 | Каменная Гора    | деревня                         | 17        |
| 13 | Клевичи          | деревня                         | 5         |
| 14 | Красея           | деревня                         | 22        |
| 15 | Кривско          | деревня                         | 6         |
| 16 | Курган           | деревня                         | 0         |
| 17 | Лужно            | деревня                         | 63        |
| 18 | Мелеча           | деревня                         | 13        |
| 19 | Михальцово       | деревня                         | 0         |
| 20 | Накладец         | деревня                         | 0         |
| 21 | Обрыни           | деревня                         | 30        |
| 22 | Подсосонье       | деревня                         | 5         |
| 23 | Починок          | деревня                         | 2         |
| 24 | Скробцово        | деревня                         | 2         |
| 25 | Сухонивочка      | деревня                         | 0         |
| 26 | Тесны            | деревня                         | 3         |
| 27 | Уполозы          | деревня                         | 2         |
| 28 | Хани             | деревня                         | 9         |
| 29 | Чёрный Ручей     | деревня                         | 199       |
| 30 | Чичилово         | деревня                         | 6         |
| 31 | Ямник            | деревня, административный центр | 590       |

С 12 апреля 2010 года в состав поселения вошли 20 населённых пунктов (деревень) из упразднённого Черноручейского сельского поселения: Беляевщина, Выселки-Борки, Горшковицы, Данилово, Екимовщина, Ильина Нива, Каменная Гора, Клевичи, Красея, Кривско, Курган, Лужно, Михальцово, Накладец, Обрыни, Подсосонье, Скробцово, Тесны, Хани, Чёрный Ручей.

## Транспорт
По территории сельского поселения проходит автодорога автодорога Р49 (Красея — Лычково). Ближайшие железнодорожные станции в Лычково на линии Бологое-Московское — Валдай — Старая Русса — Дно-1 Октябрьской железной дороги.